# 興仁區
興仁區（春雷區），是四川省鄰水縣下轄的一個區級行政單位。

## 沿革[1]
- 1950年2月，鄰水縣人民政府3號布告宣布撤銷石永區人民政府，建立興仁區人民政府，下轄興仁、同石、王家、三古、護鄰、石滓7鄉，駐地設在石永鄉場鎮(當時興仁地區倉家土匪猖獗，故未將區公所駐地設在興仁鄉)。7月，興仁區人民政府改稱第五區公所。1951年6月，第五區公所改稱第九區公所，駐地遷到興仁鄉場鎮，下轄興仁、護鄰、同石、王家、三古5個鄉。1952年8月，第九區公所改稱第十區公所。1953年4月；第十區公所增轄大魚、三教2個鄉。同時，三古鄉改稱古家鄉。9月，增轄岩河、石橋兩個鄉。1956．年1月，第十區公所改稱興仁區公所，下轄興仁、王家、石橋、同石、三古、護鄰6個鄉(1958年12月後稱人民公社)。「文革」初期，興仁區公所工作受到干擾，上海「一月風暴」後，區公所無法堅持工作，處於半癱瘓狀態。3月，在區人武部主持下，建立了春雷區生產辦公室，代行區公所職能。1967年7月26日，興仁區公所改稱春雷區公所。1969年12月4日，經達縣地革委批准，春雷區革命領導小組成立，實行「一元化」領導。1973年5月12日，經地革委批准春雷區革組改稱興仁區革命領導小組。「文化大革命」剛結束時，各項工作還未完全理順，興仁區革組仍然履行著行政職能。1978年5月，經地委批准，撤銷興仁區革組，建立興仁區公所，並任命了正、副區長。